# Kaiserliche Werften
Die Kaiserlichen Werften im Deutschen Kaiserreich waren als staatliche Werften, neben den privaten Werften, in der Zeit von 1871 bis 1920 für die Konstruktion, den Bau, die Reparatur, die Modernisierung sowie den Umbau von Kriegsschiffen und U-Boote der Kaiserlichen Marine verantwortlich. Teilweise begann ihre Geschichte schon als Königliche Werft für die Preußische Marine und ab 7. Juli 1867 für die Marine des Norddeutschen Bundes. 1920 wurden alle drei Kaiserlichen Werften aufgelöst.
Es gab kaiserlich-königliche Werften:
- Kaiserliche Werft Danzig (1852–1920)
- Kaiserliche Werft Kiel (1867–1920)
- Kaiserliche Werft Wilhelmshaven (1853–1920)

Hinzu kam während des Ersten Weltkriegs:
- Kaiserliche Werft Antwerpen in Hoboken (1914–1918)

Auch die Osmanische Marine besaß in Istanbul, İzmit und Gemlik als Tersâne-i Âmire (türk. für Kaiserliche Werften) bezeichnete Einrichtungen.